# 青刃時雨
青刃 時雨（あおば しぐれ）は、日本の漫画家。2022年より「コミックNewtype」（KADOKAWA）にて『魔力を溜めて、物理でぶん殴る。〜外れスキルだと思ったそれは、新たな可能性のはじまりでした〜』のコミカライズを連載している。

## 来歴
『舞-HiME』、『ストライクウィッチーズ』などで同人活動も行なっていた。『ストライクウィッチーズ』の公式アンソロジーコミックなどを執筆後、2011年より『月刊コンプエース』（角川書店）にて『織田信奈の野望』のコミカライズの連載を開始する。
2015年5月、「WebNewtype」（KADOKAWA）にて、ホラーゲーム『うしろ』の小説版のコミカライズ『うしろ ふきげんな死神。』の連載を開始。
2022年10月、「コミックNewtype」（同）にて、ぷらむによるカクヨムWeb小説コンテストで受賞した小説『魔力を溜めて、物理でぶん殴る。〜外れスキルだと思ったそれは、新たな可能性のはじまりでした〜』のコミカライズの連載を開始。

## 作品リスト

### 連載
- 織田信奈の野望（原作：春日みかげ、キャラクター原案：みやま零、『月刊コンプエース』2011年9月号[3] - 2014年8月号、全6巻）
- うしろ ふきげんな死神。（原案監修：レベルファイブ、『WebNewtype』2015年5月15日[4] - 2016年7月12日、全1巻）
- 魔力を溜めて、物理でぶん殴る。〜外れスキルだと思ったそれは、新たな可能性のはじまりでした〜（原作：ぷらむ、『コミックNewtype』2022年10月18日[2] - 、既刊1巻）

### その他
- 魔法少女リリカルなのはViVidお祝いイラスト（『月刊コンプエース』2014年10月号[5]）